# Foxtrot (album)
Foxtrot je četvrti studijski album britanskog sastava Genesis.

## Popis pjesama
Sve su pjesme napisali Tony Banks, Phil Collins, Peter Gabriel, Steve Hackett i Mike Rutherford
Strana A
1. "Watcher of the Skies" - 7:23
2. "Time Table" - 4:45
3. "Get 'Em Out by Friday" - 8:36
4. "Can-Utility and the Coastliners" - 5:44

Strana B
1. "Horizons" - 1:41
2. "Supper's Ready" - 22:58

"Lover's Leap"
"The Guaranteed Eternal Sanctuary Man"
"Ikhnaton and Itsacon and Their Band of Merry Men"
"How Dare I Be So Beautiful?"
"Willow Farm"
"Apocalypse in 9/8 (Co-Starring the Delicious Talents of Gabble Ratchet)"
"As Sure As Eggs Is Eggs (Aching Men's Feet)"

## Izvođači
- Peter Gabriel – vokal, flauta, oboa, udaraljke
- Steve Hackett – električna i akustična gitara
- Tony Banks – orgulje, glasovir, mellotron, akustična gitara, prateći vokal
- Mike Rutherford – bas-gitara, violončelo, akustična gitara, prateći vokal
- Phil Collins - bubnjevi, udaraljke, prateći vokal